# Asaf Awidan
Asaf Awidan (hebr. ‏אסף אבידן‎; ur. 23 marca 1980 w Jerozolimie) – izraelski piosenkarz rockowy, folkowy i bluesowy, autor tekstów piosenek, wokalista i lider zespołu Asaf Avidan & the Mojos.

## Wczesne lata
Jest synem dyplomatów Ministerstwa Spraw Zagranicznych Izraela. Cztery lata swojego dzieciństwa spędził na Jamajce.
Po odbyciu obowiązkowej służby wojskowej w kraju podjął studia animacji w Szkole Sztuk Pięknych i Rzemiosł Artystycznych Besaleel. W ramach pracy dyplomowej zrealizował krótkometrażowy film Find Love Now, który wygrał w swojej kategorii Międzynarodowy Festiwal Filmowy w Hajfie.
Po ukończeniu studiów wyjechał do Tel Awiwu, gdzie pracował jako animator aż do czasu zerwania z dziewczyną w 2005. Rozstanie sprowokowało go do powrotu do rodzinnego miasta, porzucenia pracy oraz skupienia się na muzyce. Ta stanowiła wówczas dla niego „narzędzie do introspekcji i rozwarstwienia siebie, aby zrozumieć procesy, przez które przeszedł”.

## Kariera muzyczna

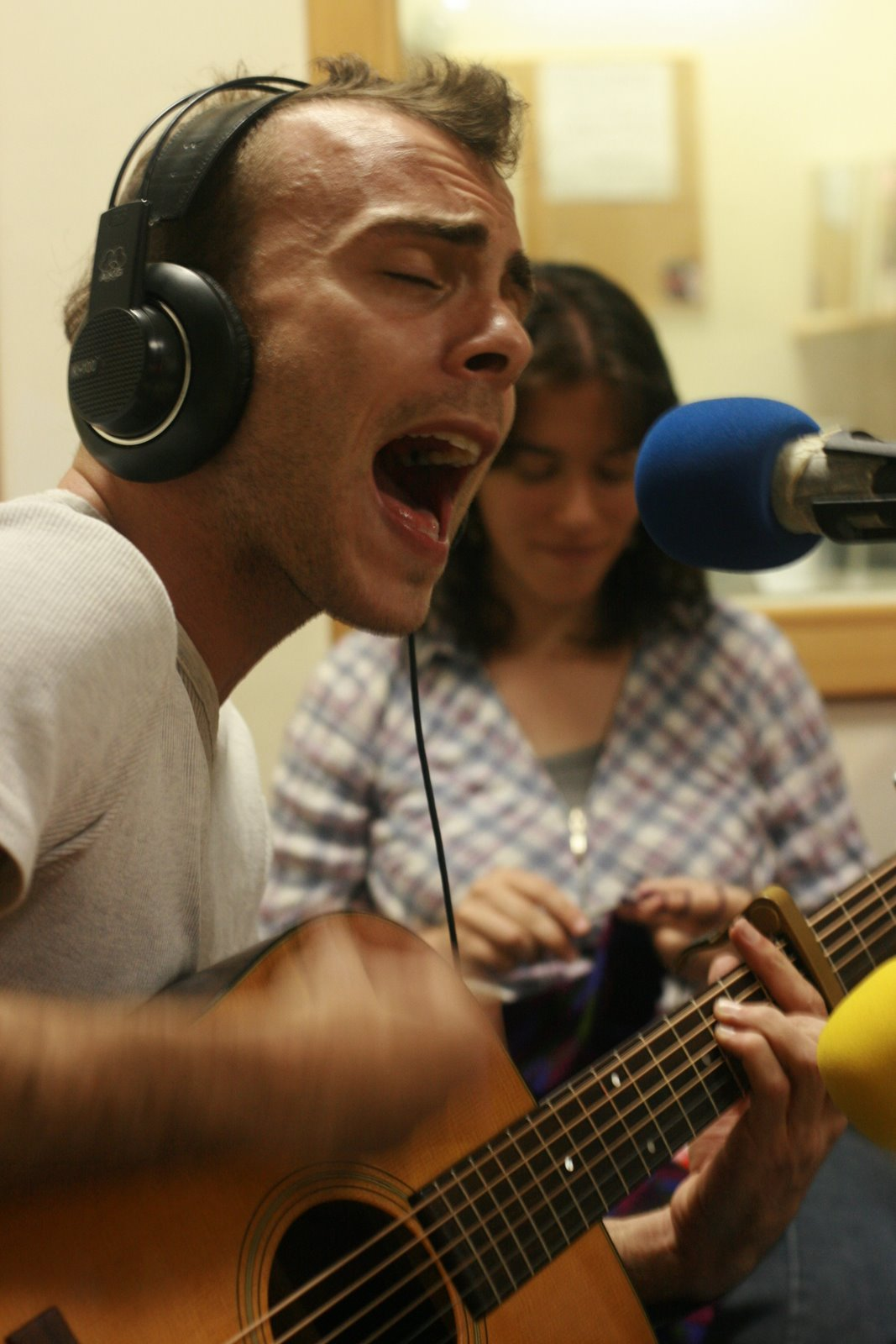
Asaf Awidan podczas minikoncertu w radiu Har Hatzofim, 2007

W 2006 wydał debiutancką epkę pt. Now That You’re Leaving, na której umieścił sześć piosenek napisanych po rozstaniu. Pod koniec roku wyruszył w akustyczną trasę koncertową po izraelskich klubach. W trakcie koncertów wsparł go basista Ran Nir, basista zespołu The Mojos, a także perkusista Yoni Sheleg, gitarzysta Roi Peled i wiolonczelista Hadas Kleinman. Po jednym z koncertów Nir zaproponował piosenkarzowi stałą współpracę, czego efektem było powstanie zespołu Asaf Avidan & The Mojos. W 2007 muzycy zaczęli koncertować po kraju, potem wyjechali w trasę koncertową do Nowego Jorku, gdzie wystąpili m.in. podczas festiwalu M.E.A.N.Y.. Ich występy wzbudziły zainteresowanie dużych wytwórni płytowych, które proponowały muzykom podpisanie kontraktu na wydanie debiutanckiego albumu. Avidan wówczas odrzucił oferty, chcąc pozostać niezależnym muzycznie. Razem z bratem (Roiem) założył własną wytwórnię Telmavar Records. Pod jej szyldem wydał pierwszą płytę studyjną zespołu pt. The Reckoning. Album zyskał status złotej płyty w roku premiery oraz platynowej rok później, zdobył także tytuł płyty roku m.in. według magazynu „Time Out Tel Awiw”. Jeden z singli promujących krążek, „Weak”, zdobył popularność w kraju oraz pojawił się na oficjalnej ścieżce dźwiękowej francuskiego filmu L'Arbre.
Pod koniec lata 2009 muzycy podpisali umowę licencyjną z wytwórnią Sony Music/Columbia na wydanie debiutanckiego albumu zespołu na terenie Europy. 9 września na terenie Izraela ukazała się ich druga płyta zatytułowana Poor Boy/Lucky Man. Album zyskał certyfikat złotej płyty w kraju. W kwietniu 2011 roku krążek ukazał się w kilku europejskich krajach. W ramach akcji promocyjnej odbyli trasę koncertową po Izraelu, Europie, Stanach Zjednoczonych, Kanadzie, Chinach i Indiach, zagrał też m.in. w trakcie Mistrzostw Świata w Lekkoatletyce w Berlinie, podczas ceremonii zamknięcia 63. Międzynarodowego Festiwalu Filmowego w Cannes 2010 oraz w trakcie majowych festiwali Zebra i Midi w Chinach. Pod koniec listopada 2010 wydali trzeci album studyjny pt. Through the Gale. Niedługo potem postanowili zawiesić współpracę z powodu „wypalenia się, zmęczenia zbyt ciężką pracą nad sobą”.

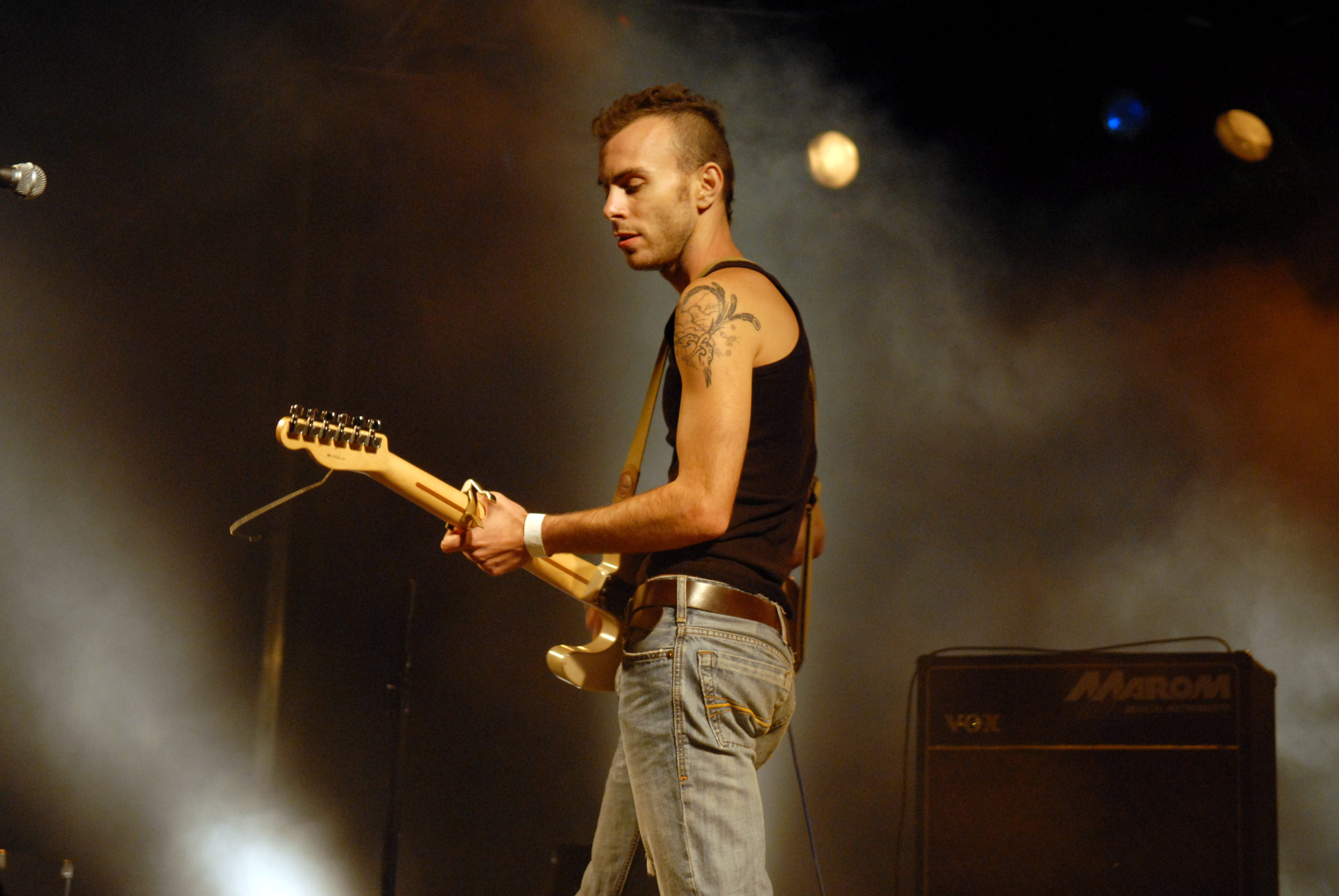
Asaf Awidan podczas koncertu, 2011

Po zawieszeniu działalności zespołu zdecydował się na rozpoczęcie kariery solowej. W 2012 utwór „Reckoning Song”, promujący pierwszą płytę zespołu Asaf Avidan & The Mojos został zremiksowany przez niemieckiego DJ-a Wankelmuta. Nagranie trafiło do sieci pod nazwą „One Day/Reckoning Song”, niedługo później trafiło na pierwsze miejsce niemieckich list przebojów, a potem też na szczyt m.in. w Austrii, Szwajcarii, Holandii i Belgii. Jak przyznał w wywiadach Avidan, remiks „nie był jego pomysłu, a on sam nie przepada za tą wersją nagrania”. Początkowo zwrócił się do DJ-a z prośbą o usunięcie nagrania z serwisu YouTube oraz nieudostępnianie remiksu innym muzykom, jednak został zignorowany. Po kilkukrotnym otrzymaniu propozycji wydania nagrania jako singla pod szyldem Sony wyraził zgodę i zaniechał dalszych potyczek nad remiksem, skupiając się wówczas na nagrywaniu materiału na nową płytę. We wrześniu 2012 w Izraelu wydał solowy album studyjny pt. Different Pulses, który w 2013 ukazał się także na międzynarodowym rynku. Producentem albumu został Tamir Muskat. Jak przyznał w jednym z wywiadów, podczas nagrywania albumu chciał „zdefiniować siebie dźwiękowo”. W lutym 2013 wystąpił gościnnie podczas Festiwalu Piosenki Włoskiej w San Remo, wykonując singiel „The Reckoning Song” w fortepianowej aranżacji.
W 2014 wyruszył w akustyczną trasę koncertową Back to Basics, dzięki której chciał wrócić do muzyki, którą grał na początku kariery. W trakcie koncertowania rozpoczął także pracę nad materiałem na drugi album studyjny. W czerwcu wystąpił w Polsce podczas festiwalu Szczecin Music Fest w Szczecinie. 12 stycznia 2015 wydał album studyjny pt. Gold Shadow, którego producentem został Tamir Muskat. Jak przyznał, podczas pisania materiału na płytę skupił się na „warstwie tekstowej i melodiach oraz tym, jak one współgrają”, by w efekcie otrzymać „dobre piosenki”. Chciał także „nagrać bardziej amerykańską płytę” dzięki „nawiązaniu do wczesnych korzeni jazzu, bluesa i folku”. Tytuł krążka miał reprezentować „wszystkie demony, cienie”, będące częścią Avidana, oraz „ciemną refleksją nad samym sobą”, natomiast kolor złoty miał być nawiązaniem do „złotej klatki, którą się otaczamy”. Płyta promowana była przez singiel „Over My Head”, do którego ukazał się teledysk w reżyserii duetu Camille i Jean-Baptiste. Klip został nakręcony w celu ukazania „w prosty, szykowny i amerykański sposób interpretacji filmów o miłości”. Na początku roku wyruszył w światową trasę koncertową The Gold Shadow Tour.

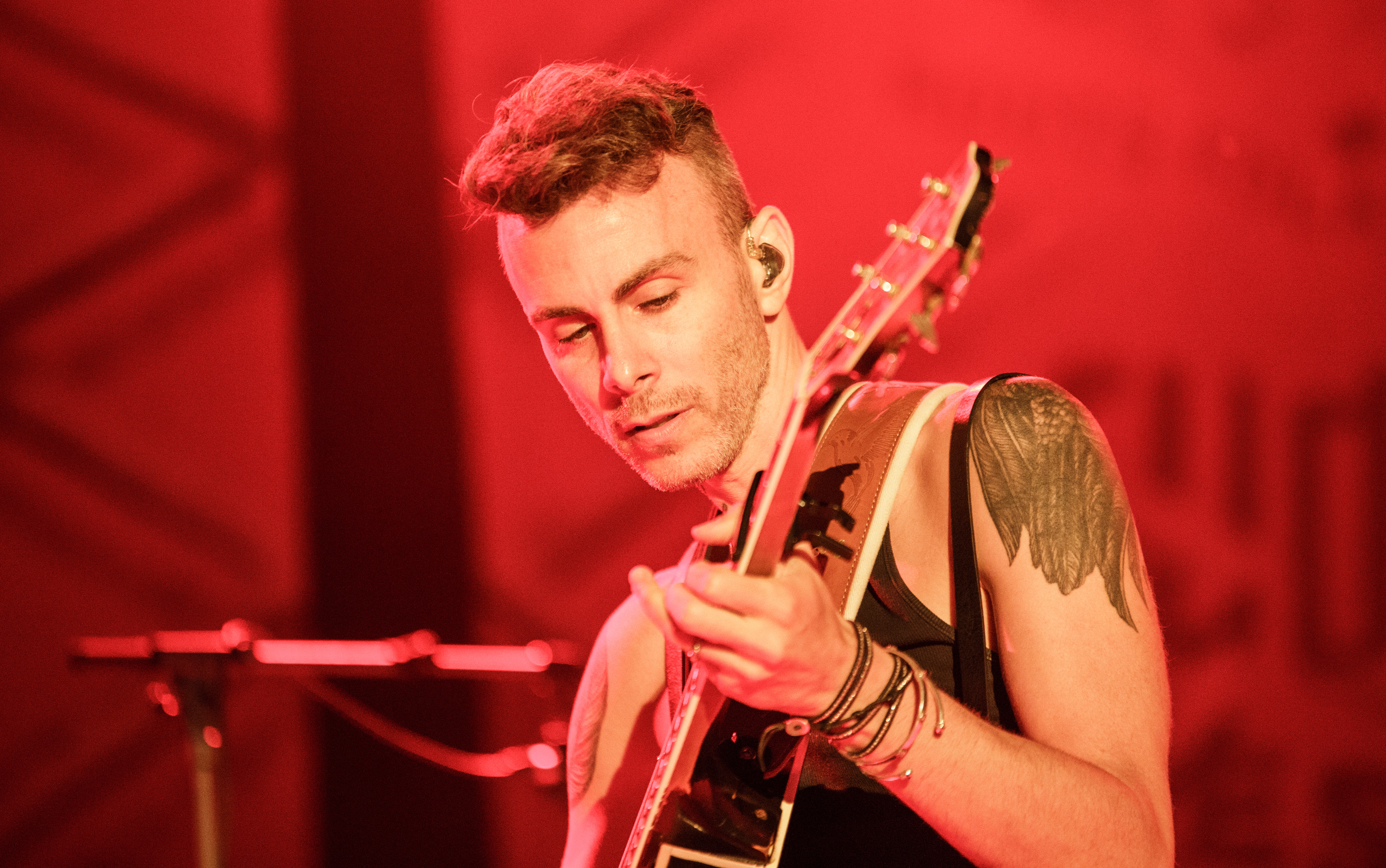
Asaf Awidan podczas występu na Rudolstadt-Festival, lipiec 2017

We wrześniu 2017 zaprezentował singiel „My Old Pain”, którym zapowiadał kolejny album studyjny pt. The Study on Falling, wydany na początku listopada 2017.

## Życie prywatne
Album Gold Shadow napisał po zakończeniu siedmioletniego związku. Pół roku po rozstaniu zdecydował się na stworzenie związku poliamorycznego. Jest właścicielem mieszkania we Włoszech.

## Muzyka
Zainteresował się muzyką niedługo po rozstaniu ze swoją długoletnią partnerką. Podczas nagrywania pierwszej płyty chciał wyrazić swoje emocje nie tylko w melodii czy tekstach, ale także w głosie. Jak przyznawał w wywiadach, miał potrzebę śpiewania w coraz wyższych rejestrach wokalnych, aby uzyskać efekt „prawie wykrzyczanych emocji”. 
W 2015 udzielił wywiadu internetowemu serwisowi La Music Blog, w którym przyznał, że „nie uważa się za izraelskiego artystę”, tylko za „artystę z Izraela”. W tej samej rozmowie dodał, że na potrzeby kariery w Stanach Zjednoczonych „zmieniłby swoje imię na coś bardziej amerykańskiego, ale ważne jest dla niego bycie szczerym i nieukrywanie faktów”, ponieważ „chciałby być oceniany za swoją muzykę, a nie nazwisko”.
Podczas pobytu Avidana we Włoszech w 2013 lokalny dom mody Manueli Mariotti zaprezentował kolekcję odzieży marki Dondup inspirowaną muzyką artysty.

## Wizerunek
Ma cztery tatuaże: na jednym ramieniu wytatuował koguta i kotwicę, a na drugim – kruka i kompas. Tatuaże mają symbolizować dwubiegunowość, reprezentować dwie sprzeczności (dzień i noc, udomowienie i jego przeciwieństwo), które towarzyszą artyście w życiu.

## Dyskografia

### Albumy studyjne
Wydane z Asaf Avidan & The Mojos
- The Reckoning (2008)
- Poor Boy/Lucky Man (2009)
- Through the Gale (2010)

Solowe
- Different Pulses (2013)
- Gold Shadow (2015)
- The Study on Falling (2017)